# Kid (voleibolista)
Gilmar  Nascimento Teixeira (Porto Alegre, 30 de outubro de 1970), conhecido como Kid, é um ex-voleibolista brasileiro , canhoto, com passagens pelo voleibol nacional e internacional, que iniciou no vôlei profissional como ponta ou ponteiro, se destacando na posição,  e chegou  atuar na seleção brasileira também como líbero, entrando para história sendo o primeiro jogador a exercer esta função em quadro  pela seleção, com a qual conquistou vários títulos importantes.

## Carreira
Em 1984, iniciou sua carreira no vôlei gaúcho no Sogipa,  dentre suas características marcantes  menciona-se o fato de ser  canhoto, atuou como ponta ou ponteiro passador no vôlei profissional, chamando atenção atuando nesta posição.Com o passar dos anos serviu principalmente a seleção brasileira  como atacante de ponta  e mais tarde como líbero,  devido sua regularidade na recepção e defesa , bem como sua versatilidade.Desde a implantação da posição de líbero  no esporte, tornou-se um dos primeiros líberos da história do voleibol, bem como o primeiro a atuar pela seleção brasileira.
Kid se inspirava no início da carreira no Pelé do Vôlei e depois no Renan Dal Zotto  e em 1989, desembarcou na cidade de Concórdia na SER Sadia/Concórdia  para viver sua primeira experiência num time de ponta. Ele faz parte da geração Jailton, Janelson, Dentinho e Wágner Bocão (já falecido). Ponteiro passador, jogou no Brasil e no exterior e, numa emergência, Radamés Lattari o convocou para ser o líbero da seleção brasileira  na Olimpíada de Atlanta 1996.
Convocado para seleção brasileira, foi medalha de prata no Pan de Havana 1991, títulos e bons resultados na Liga Mundial de Voleibol, títulos em Campeonatos Sul-Americanos, ouro na Copa dos Campeões e uma medalha de ouro e outra de prata na Copa América e disputou os Jogos Olímpicos de Verão de 2000.
Uma de suas qualidades quando jogador era ter um dos braços mais rápidos do vôlei brasileiro, cuja velocidade do seu ataque chegava a 103 km/h, além disso, tinha um alcance no ataque de 3,55 m. Passou pela Pirelli, em seguida pelo Olympikus quando foi campeão  nacional em 1996 e enfim chegou ao Suzano, onde foi bicampeão brasileiro e tetracampeão paulista. Retornou em 1998 para o Olympikus e se sagrou campeão carioca.
Kid tentou a carreira também no voleibol de praia, mas sentiu dificuldade. Conquistou vários títulos nacionais e internacionais: atuou no voleibol de portorriquenho, italiano, japonês, coreano e belga.No voleibol coreano foi  onde Kid mais teve dificuldade de adaptação, pois, por questões culturais deste país, não pode levar a família junto.Em 2010 foi nomeado supervisor da equipe de vôlei da Fundação Municipal de Esportes e Lazer (FMEL)/Itajaí Pró-Vôlei.
Em 2011 estava treinando e coordenando  uma equipe de vôlei de praia em Criciúma. Atualmente possui  uma empresa que assessora jogadores de voleibol, cuidando de seus carreiras tanto  negociando com clubes nacionais  quanto internacionais.
Pela Unisul foi vice-campeão da superliga, foi pentacampeão dos Jogos Abertos de Santa Catarina (Jasc) atuando pela cidade de Florianópolis.
Aos 39 anos de idade, já veterano, Kid impressionava com sua impulsão vertical, apresentando uma boa regularidade. Dedicou 28 anos de sua vida ao voleibol como atleta, conquistou o bicampeonato da superliga  pela Cimed/Florianópolis nas temporadas 2007-08 e 2008-09, ao final de sua carreira  iniciou  o curso de Direito em Itapema visando especializar-se em Direito Esportivo, jogou  no Pinheiros/SKY  seu último clube profissional, onde atuou como líbero e com sua equipe chega as finais da superliga e do campeonato paulista, terminando em ambas competições na terceira colocação, encerrando em 2010 como atleta justamente na  partida única da disputa pelo terceiro lugar na superliga.
É casado com ex-voleibolista Andréa Teixeira , com  a qual teve dois filhos. Gustavo Teixeira, é o filho que seguiu os passos dos pais, tornando-se atleta,  atuando como lutador de Jiu-Jitsu, sendo destaque em julho de 2010  no Ginásio do Ibirapuera  quando  conquistou o vice-campeonato mundial  na categoria juvenil (faixa azul). Além de Gustavo, Kid tem  uma filha chamada Gabriela.

## Clubes
| Clubes                               | País          | De   | Até  |
| ------------------------------------ | ------------- | ---- | ---- |
| Sogipa                               | Brasil        | 1984 | 1988 |
| Pirelli                              | Brasil        | 1988 | 1989 |
| Sadia/Concórdia                      | Brasil        | 1989 | 1990 |
| Rhodia/Pirelli                       | Brasil        | 1991 | 1992 |
| Hoechst/Suzano                       | Brasil        | 1992 | 1993 |
| Nossa Caixa/Suzano                   | Brasil        | 1993 | 1994 |
| Report/Suzano                        | Brasil        | 1994 | 1995 |
| Olympikus/Telesp                     | Brasil        | 1995 | 1997 |
| Papel Report/Suzano                  | Brasil        | 1997 | 1999 |
| Olympikus                            | Brasil        | 1999 | 2002 |
| Unisul/Florianópolis                 | Brasil        | 2002 | 2003 |
| Club Vaqueros de Bayamon             | Porto Rico    | 2002 | 2003 |
| Canadiens Verona                     | Itália        | 2002 | 2003 |
| Ulbra                                | Brasil        | 2003 | 2003 |
| Knack Randstad Roeselare             | Bélgica       | 2003 | 2004 |
| Suntory Sunbirds                     | Japão         | 2004 | 2005 |
| Korea LG Insurance                   | Coreia do Sul | 2005 | 2006 |
| On Line/Novo Hamburgo                | Brasil        | 2005 | 2006 |
| Cimed/Florianópolis                  | Brasil        | 2007 | 2008 |
| Cimed / Brasil Telecom/Florianópolis | Brasil        | 2008 | 2009 |
| Pinheiros/SKY                        | Brasil        | 2009 | 2010 |

## Títulos e resultados
- 1988-89-Campeão da Liga Nacional de Voleibol Masculino[20]
- 1989-90-Vice-campeão da Liga Nacional de Voleibol Masculino[20]
- 1991 – 5º lugar da Liga Mundial de Voleibol(Milão,  Itália)
- 1991-92-Vice-campeão da Liga Nacional de Voleibol Masculino[20]
- 1992 – 5º Lugar da Liga Mundial de Voleibol(Gênova, Itália)
- 1992-93-Campeão da Liga Nacional de Voleibol Masculino[20]
- 1993 - Campeão do Campeonato Paulista[20]
- 1993-94-Campeão da Liga Nacional de Voleibol Masculino[20]
- 1994 - Campeão do Campeonato Paulista [20]
- 1994– 5º Lugar do Campeonato Mundial(Atenas, Grécia)[20]
- 1995 - Campeão do Campeonato Paulista[20]
- 1996 – 5º lugar da Liga Mundial de Voleibol(Roterdã, Países Baixos)
- 1996-5º Lugar na Olimpíada(Atlanta,  Brasil
- 1997 – 5º lugar da Liga Mundial de Voleibol(Moscou, Rússia)
- 1998 – 5º lugar da Liga Mundial de Voleibol(Milão,  Itália)
- 1998– 4º Lugar do Campeonato Mundial(Tóquio,  Japão)
- 1998 - Campeão do Campeonato Carioca[20]
- 1999-00-Vice-Campeão Superliga 99-00 Série A[20]
- 2000-6º Lugar na Olimpíada(Sydney,  Austrália)[21]
- 2002-03 -13º Lugar do Campeonato Italiano de Voleibol Masculino[22]
- 2002-03 - Vice-campeão Campeonato Belga de Voleibol[20]
- 2004 - Vice-campeão  Super Copa da Bélgica de Voleibol[20]
- 2004-05 - Campeão da Copa Brasil[20]
- 2005-06 – 3º Lugar da V.League (Coreia do Sul)[20]
- 2004-05 - Campeão do Campeonato Gaúcho[20]
- 2007-08 - Campeão Superliga 07-08 Série A[20]
- 2008-09 - Campeão Superliga 08-09 Série A [5]
- 2009-10 - 3º lugar da Superliga 09-10 Série A
- 2009-10 - 3º lugar da Campeonato Paulista

## Premiações Individuais
- 1990 –  Prêmio Revelação Campeonato Brasileiro
- 1993 –  Melhor do Esporte Paulista
- Melhor Recepção da Liga Mundial de Voleibol de 1993
- 1997-98 – Melhor Ataque da  Superliga 97-98[20]
- Melhor Defesa  da Copa América Voleibol Masculino de 1998 [20]
- 1998-99 – Melhor Ataque da  Superliga 98-99[20]
- 1999-00 – Melhor Ataque da Superliga 99-00[23]
- 1999-00 - Melhor Jogador da Superliga 99-00[23]
- 1999-00 –Maior Pontuador da Superliga 99-00[23]
- 2000-01 – Melhor Ataque nas estatísticas da CBV[20]
- 2008-09 – MVP da Superliga 08-09[20]